# Форика, Река
Ре́ка Форика (до замужества Фе́ренц) (венг. Reka Ferencz; род. 29 марта 1989, Георгени, Харгита, Румыния) — румынская биатлонистка. Чемпионка мира среди юниоров 2010 (индивидуальная гонка), трёхкратная бронзовая медалистка чемпионатов Европы среди юниоров (2008, 2009, 2010). Бронзовый призёр чемпионата Европы 2010 года в смешанной эстафете, призёр чемпионата мира по летнему биатлону 2015 года в смешанной эстафете.

## Спортивная карьера
Биатлоном занимается с 2004 года. Чемпионка мира среди юниоров 2010 (индивидуальная гонка), трёхкратная бронзовая медалистка чемпионатов Европы среди юниоров (2008, 2009, 2010). На данный момент её самым успешным результатом на взрослом международном уровне является 31-е место в индивидуальной гонке на чемпионате мира 2012 в Рупольдинге.
На Зимних Олимпийских Играх в Ванкувере она в составе женской эстафеты стала 10-й. Единственный личный старт который она бежала в Канаде закончился 74-м местом (индивидуальная гонка на 15 км).

### Юниорские и молодёжные достижения
| Год  | Место проведения | Возраст | Инд | Спр | Пр | Эст |
| 2006 | ЧЕ Лангдорф      | U21     | 36  | 25  | 18 | 6   |
| 2007 | ЧМ Валь-Мартелло | U19     | 35  | 14  | 12 | -   |
| 2007 | ЧМ Валь-Мартелло | U21     | -   | -   | -  | 12  |
| 2008 | ЧМ Рупольдинг    | U19     | 7   | 22  | 8  | 6   |
| 2008 | ЧЕ Нове-Место    | U21     | 16  | 16  | 10 | 3   |
| 2009 | ЧМ Кенмор        | U21     | 32  | 4   | 12 | 9   |
| 2009 | ЧЕ Уфа           | U21     | 9   | DNS | -  | 3   |
| 2010 | ЧМ Турсбю        | U21     | 1   | 17  | 7  | -   |
| 2010 | ЧЕ Отепя         | U21     | 17  | 11  | 6  | 3   |

### Участие в Олимпийских играх
| Год  | Место проведения | Инд | Спр | Пр | МС | Эст |
| 2010 | Ванкувер         | 74  | -   | -  | -  | 10  |

### Карьера в Кубке мира
- Дебют в кубке мира — 3 января 2007 года в эстафете в Оберхофе на 4-м этапе — 13 место.
- Первая личная гонка — 11 декабря 2009 года в спринтерской гонке в Хохфильцене — 113 место из 121 участницы.
- Первое попадание в очковую зону — 17 декабря 2009 года 37 место в индивидуальной гонке в Поклюке.

### Общий зачет в Кубке мира
- 2009—2010 — 99-е место
- 2010—2011 — очков не набирала
- 2011—2012 — 82-е место